# 慈城站 (中国铁路)

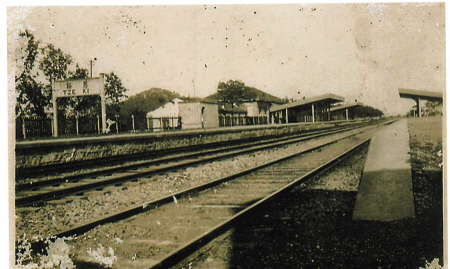
20世纪30年代的曹甬铁路慈溪站

慈城站周邊改造而成的城南旧事街区

慈城站是浙江省宁波市江北区境内的一座铁路车站，位于慈城镇境内。车站原名慈溪站，始建于1913年5月，抗日战争时车站拆除，至1955年重建时始称慈城站。车站拥有正线2股，长1659米。到发线3股，长2589米。货物线1股，长338米。车站设有客运站台2座。慈城站曾经办理客运业务，2006年已停办，货运主营大宗矿建材料，2003年2月停办:356。
2008年，慈城站站房被江北区政府列为历史建筑。2020年慈城镇对车站站房进行翻修工作，计划改造成铁路博物馆。2021年5月1日，利用慈城站附近古旧建筑改造的慈城城南旧事街区开放。